# Csatófalva község
Csatófalva község (románul: Comuna Viișoara) község Maros megyében, Romániában. Központja Csatófalva, beosztott falvai Szászszentiván, Szászörményes.

## Népessége
A 2011-es népszámlálás adatai alapján a község népessége 1659 fő volt.